# Manuel Jesús Orellana Cid
Manuel Jesús Orellana Cid (Sevilla, Andalucía, España, 21 de febrero de 1992) es un árbitro de fútbol español adscrito al comité andaluz del Comité Técnico de Árbitros. Desde la temporada 2023-24 milita en la Segunda División (LaLiga Hypermotion).

## Trayectoria
Formado en el arbitraje andaluz, dirigió durante cuatro campañas en la desaparecida Segunda División B (2017–2021) y posteriormente dos temporadas en Primera Federación (2021–2023). En la temporada 2023-24 debutó en el fútbol profesional como árbitro de Segunda División.
En septiembre de 2024 fue designado para el derbi asturiano Sporting–Real Oviedo disputado en El Molinón, dentro de su segunda campaña en LaLiga Hypermotion.

## Temporadas
| Categoría          | País   | Años          | Partidos |
| ------------------ | ------ | ------------- | -------- |
| Segunda División B | España | 2017–2021     | 42       |
| Primera Federación | España | 2021–2023     | 25       |
| Segunda División   | España | 2023–2025     | 42       |
| Segunda División   | España | 2025–presente | —        |

Datos de partidos por categoría según BDFutbol (actualizado a 17/08/2025).